# サンピット
サンピット（Sampit）はインドネシアのボルネオ島の中部カリマンタン州にあるサンピット川に面する木材積出港のある港町である。東コタワリンギン統治区の中心地である。インドネシアの中で最大の木材積出港である。
サンピットはサンピット・タナ・ヘヴェア（Sampit Tanah Hevea）としても知られている。2009年8月のデータでは、人口が66,053人で、街の平均標高は25m。

## 歴史
サンピットは民族間の衝突により世界的に知られることになった。2001年2月17日、ダヤク族とマドゥラ族の間に武力衝突が生じ、10日間にわたって続いた。（サンピット衝突）表面上の暴力的対立は2001年に始まったとする説が多くある。ある説ではダヤク族の家が放火されたことに端を発するとしている。このときマドゥラ族が火をつけたという噂が広まり、のちにダヤク族のグループの1つが近所のマドゥラ族の家を焼いたとされている。他の説では2000年12月にダヤク族の男性が3人のマドゥラ族に殺害された事件が大虐殺の引き金になったとしている。
わずか2週間の間に469人が殺害されたと報告され、うち456人がマドゥラ族である。実際は生粋のマドゥラ族はサンピットから逃げ出し、虐殺前はマドゥラ族が60%を占めていたにもかかわらず「民族浄化」がサンピットとその周辺で行われた。しかし、BBCのリポートでは、500人が死亡し、10万人のマドゥラ族が家を追われたと報告されている。また逃げられなかった多くのマドゥラ族がダヤク族に首を切られた。数百人の移民がこの地域から逃げ出し、海軍によって東ジャワ州のマドゥラ島に移送された。

## 地理
サンピットはボルネオ島の中南部に位置し、メンタヤ川（Mentaya River）とも呼ばれるサンピット川の湿地帯にある。サンピットはジャワ海からもあまり離れてはいない。シュワネル山脈から長い尾根が南に延びており、メンダワイ川やセルヤン川と水系を分けている。この水系上にはブキトバカの丘があり、サンピット湾に伸びている。サンピットの街と海との間は古来密林が広がっていたが、道路建設や開発に伴い森林面積は減少している。
サンピットの北、パンカランブーンへの道路沿いには泥炭質の低湿地の森林が広がっている。
サンピットは河口から約20kmのところにある。サンピットには空港もあり、サンピット空港あるいはH.アサン空港（H.Asa Airport）として知られている。（IATAコード:SMQ、ICAOコード:WAOS）カルスター・アビエーションがバンジャルマシン、クタパン、パンカランブーンと、メルパチ・ヌサンタラ航空がジャカルタやスラバヤとサンピットをそれぞれ結んでいる。

## 名所
サンピット川河口にあるパンダランビーチ（Pandaran Beach）や、ペンバンガン・フルのラン公園、境界近くのコタワリンギン狩猟地などが重要な名所である。
パンダランビーチ（Pandaran Beach）
このビーチはサンピット川河口にあり、公園として開発されている。川の河口が北にあるにもかかわらずジャワ海が南で広がっていることが特徴的である。
ペンバンガン・フルのラン公園（Orchid Park of Pembuangan Hulu）
ラン公園はペンバンガ・フルのにあり、数多くのランを見ることができる。